# Mercedes Román
Mercedes Román (México DF, México;[cita requerida] 26 de septiembre de 1945 – 17 de julio de 2024) fue una atleta mexicana que competía principalmente en pentatlón.

## Carrera

### Juegos Olímpicos
Participó en una ocasión en Juegos Olímpicos, en México 1968 donde participó en tres eventos; uno de ellos fue en el relevo 4 x 100 metros donde no pasó de las semifinales al terminar en último lugar entre siete equipos, en el salto de longitud terminó en el lugar 20 entre 27 participantes, y en el evento de pentatlón terminó en el lugar 31 entre 33 participantes.

### Juegos Panamericanos
Participó en tres ediciones de los Juegos Panamericanos, su primera aparición fue en Winnipeg 1967 donde compitió en el evento de relevo 4 x 100 metros donde el equipo fue descalificado, y en el salto de longitud terminó en noveno lugar.
Su segunda aparición fue en Cali 1971 donde participó en los 100 metros vallas donde terminó en cuarto lugar, a menos de un segundo de las medallas; y en el pentatlón terminó en sexto lugar entre 13 participantes.
Su tercera y última aparición fue en México 1975 donde solo participó en pentatlón en la que terminó en décimo lugar entre trece participantes.

### Juegos Centroamericanos y del Caribe
Participó en dos ediciones de los Juegos Centroamericanos y del Caribe, la primera de ellas fue en Panamá 1970 donde ganó medalla de bronce en el relevo 4 x 100 metros y en el pentatlón; y su segunda aparición fue en Santo Domingo 1974 donde volvió a ganar medalla de bronce en los mismos eventos.